# Mateusz IV (koptyjski patriarcha Aleksandrii)
Mateusz IV (ur. ?, zm. 16 sierpnia 1675) – w latach 1660–1675 102. patriarcha (papież) Koptyjskiego Kościoła Ortodoksyjnego. 